# Amesville
Amesville é uma vila localizada no estado norte-americano de Ohio, no Condado de Athens.

## Demografia
Segundo o censo norte-americano de 2000, a sua população era de 184 habitantes. 
Em 2006, foi estimada uma população de 188, um aumento de 4 (2.2%).

## Geografia
De acordo com o United States Census Bureau tem uma área de 
0,6 km², dos quais 0,6 km² cobertos por terra e 0,0 km² cobertos por água. Amesville localiza-se a aproximadamente 203 m acima do nível do mar.

## Localidades na vizinhança
O diagrama seguinte representa as localidades num raio de 16 km ao redor de Amesville. 